# AB-3
El 5.6 mm AB-3 era un rifle de asalto soviético calibrado para un cartucho experimental sin casquillo, 1970.
Trabajo en la munición sin casquillo, las rondas empezaron en interbranch, la competición anunciada por el Ministerio de Industria de Defensa de la Unión Soviética en 1972. La serie experimental de las armas que utilizan el 5.6 mm sin casquillos, el cartucho diseñado para Izmash (ahora Corporación Kalashkinov), recibió el nombre de AB. Una característica de este esquema es la carencia de un cubierta en el cartucho. La bala estaba dentro del bloque de propulsor compactado, el cual es casi completamente consumido en combustión, y por tanto no hay ninguna necesidad para una extracción del mecanismo. Aun así, los estudios revelaron fiabilidad insatisfactoria de almacenamiento del cartucho si casquillo, desigual quemando de propulsor en temperaturas bajas y altas (el polvo, desmoronamiento o roturas a la munición), el cual llevó a la inestabilidad de la presión en el proyectil. También había problemas con el obturación del proyectil, el cual en la configuración de cartucho estándar está proporcionado por la cubierta del cartucho.